# 曼弗雷德·德克特
曼弗雷德·德克特（德語：Manfred Deckert，1961年3月31日—），德国男子跳台滑雪运动员。他曾代表东德参加1980年冬季奥林匹克运动会跳台滑雪比赛，获得男子个人普通台银牌。